# Brachylomia obsoleta
Brachylomia obsoleta är en fjärilsart som beskrevs av Barend J. Lempke 1964. Brachylomia obsoleta ingår i släktet Brachylomia och familjen nattflyn. Inga underarter finns listade i Catalogue of Life.